# Бушев, Сергей Михайлович
Серге́й Миха́йлович Бу́шев (19 июля 1900, Самара — 11 ноября 1969, Куйбышев) — советский военный деятель, Генерал-майор (21 апреля 1943 года).

## Биография
Сергей Михайлович Бушев родился 19 июля 1900 года в Самаре.

### Гражданская война
В ноябре 1918 года вступил в ряды РККА и направлен красноармейцем в 1-й Самарский советский рабочий полк, после чего принимал участие в боевых действиях на Южном и Кавказском фронтах против войск под командованием генерала А. И. Деникина.
В апреле 1919 года был направлен на учёбу на 33-и Самарские пехотные командные курсы, в составе которых в июне—августе 1920 года участвовал в подавлении антисоветского восстания под руководством А. П. Сапожкова в Самарской губернии. После окончания курсов в августе 1920 года был направлен в Астрахань в 1-ю Восточную бригаду курсантов. В феврале 1921 года курсантом и командиром отделения 5-го стрелкового полка этой бригады на Кавказском фронте принимал участие в ходе свержения правительства меньшевиков в Грузии.

### Межвоенное время
В декабре 1922 года Бушев был направлен на учёбу на 10-е Бакинские повторные курсы начсостава РККА, после окончания которых с июля 1923 года командовал взводом и ротой в 21-й командной пехотной школе, а с августа 1925 года командовал взводом полковой школы 6-го стрелкового полка (1-я Кавказская стрелковая дивизия, Краснознамённая Кавказская армия).
С мая 1926 года служил в 5-м Кавказском стрелковом полку (2-я Кавказская стрелковая дивизия, Отдельная Кавказская армия) на должностях командира взвода полковой школы, командира стрелкового взвода и роты, временно исполняющего должность командира батальона, помощника начальника штаба полка и начальника штаба батальона. В 1925 году окончил курсы физподготовки комсостава.
В сентябре 1923 года Бушев принимал участие в ходе подавления антисоветских выступлений в Душети, с августа по сентябрь 1926 года — в операции по разоружению бандформирований в Дагестане, а с мая по июнь 1930 года — в ликвидации бандитизма в Нагорном Карабахе.
В декабре 1931 года был назначен на должность помощника начальника 1-го отделения штаба 2-й Кавказской стрелковой дивизии, а в январе 1933 года был направлен на учёбу на курсы усовершенствования начальствующего состава при Разведывательном управлении Генштаба, после окончания которых в ноябре того же года был назначен на должность начальника 2-й части штаба 2-й Кавказской стрелковой дивизии.
В ноябре 1937 года был направлен на учёбу на курсы усовершенствования комсостава «Выстрел», однако уже в январе 1938 года был направлен в правительственную командировку в Испанию, где принимал участие в ходе гражданской войны. После возвращения с февраля 1939 года исполнял должность помощника командира 46-й стрелковой дивизии по строевой части, а в августе того же года был назначен на должность председателя Центрального совета ОСОАВИАХИМа УССР.

### Великая Отечественная война
С началом войны Бушев находился на прежней должности и в августе был назначен на должность командира 337-й стрелковой дивизии, находившейся на формировании в Астрахани (Северо-Кавказский военный округ), а затем была включена в состав 57-й резервной армии, после чего в ноябре дивизия убыла на Южный фронт. В январе 1942 года дивизия в составе 6-й армии фронта приняла участие в ходе Барвенково-Лозовской операции, во время которой действовала неудачно, в результате чего приказом командующего 6-й армией от 3 февраля полковник Бушев был отстранён от должности, после чего был назначен исполняющим должность заместителя командира 411-й стрелковой дивизии.
В марте 1942 года был назначен на должность командира 211-й отдельной курсантской стрелковой бригады, а в апреле — на должность командира 23-й истребительной бригады, которая находилась на формировании в Сталинградском военном округе. В середине июля бригада под командованием Бушева была передислоцирована в район города Россошь, где была включена в состав Южного фронта, после чего вела боевые действия на реке Северский Донец, обеспечивая отход армий фронта, затем Донбасской оборонительной операции отступала с боями на юго-восток в направлении городов Ростов-на-Дону и Моздок. В августе в районе Моздока 23-я истребительная бригада пошла на доукомплектование других частей 9-й армии, а Бушев был назначен на должность командира 10-й отдельной стрелковой бригады, которая в течение августа-октября в составе 11-го гвардейского стрелкового корпуса (9-я армия, Северная группа Закавказского фронта) вела в ходе Моздок-Малгобекской оборонительной операции тяжёлые боевые действия на моздок-малгобекском направлении.
В ноябре 1942 года Бушев был назначен на должность командира 176-й стрелковой дивизии, которая в составе 18-й армии принимала участие в боевых действиях во время Новороссийско-Таманской наступательной операции, а также в освобождении Новороссийска и Таманского полуострова. За отличие в этой операции дивизия была преобразована в 129-ю гвардейскую, а Бушев награждён орденом Кутузова 2-й степени. В ноябре 1943 года дивизия была передислоцирована в район Киева, где вскоре приняла участие в ходе Житомирско-Бердичевской наступательной операции, а также в освобождении городов Коростышев и Житомир, за что получила почётное наименование «Житомирская» и была награждена орденом Красного Знамени. Вскоре, в 1944 году, дивизия принимала участие в ходе в Проскуровско-Черновицкой наступательной операции.
С 7 по 14 июня 1944 года генерал-майор Бушев исполнял должность командира 30-го стрелкового корпуса, а 25 июня того же года был назначен на должность командира 52-го стрелкового корпуса, который успешно действовал во время Львовско-Сандомирской наступательной операции, а также в освобождении украинских городов Львов, Николаев и других населённых пунктов. За отличие при освобождении города Львов корпус получил почётное наименование «Львовский», а Бушев был награждён орденом Суворова 2-й степени. С сентября 1944 по февраль 1945 года Бушев умело руководил корпусом во время освобождения городов Кросно и Ясло, а также в Западно-Карпатской наступательной операции, в результате чего прошёл с боями более 100 километров и освободил до 200 населённых пунктов, в том числе польские города Новы-Сонч, Вадовице и Бельско-Бяла. Особую роль корпус сыграл при прорыве сильно укреплённой обороны противника в районе Кшижовице, Бзе, Гурны, чем обеспечил помощь 126-му и 95-му стрелковым корпусам (38-я армия) во время освобождения городов Жоры и Моравска-Острава.
За отличие в боях по освобождению Польши и Чехословакии 52-й стрелковый корпус под командованием Бушева был награждён орденом Красного Знамени.

### Послевоенная карьера
В марте 1946 года Бушев был направлен на учёбу на Высшие академические курсы при Высшей военной академии им. К. Е. Ворошилова, после окончания которых в марте 1947 года был назначен на должность начальника отдела боевой и физической подготовки Уральского военного округа, в августе 1949 года — на должность командира 119-го горнострелкового корпуса (Туркестанский военный округ).
В октябре 1950 года он был отправлен служить в Польскую армию, где с 9 февраля 1951 года по 3 ноября 1954 года он был заместителем командующего Силезского военного округа. В декабре 1954 года он вернулся к службе в Советской Армии на должность начальника военной кафедры Казанского ветеринарного института.
Бушев в звании генерал-майора в октябре 1956 года вышел в отставку. Умер в Куйбышеве 11 ноября 1969 года.

## Награды
- Орден Ленина (21.02.1945)
- Четыре ордена Красного Знамени (13.12.1942, 03.01.1944, 03.11.1944, 1949)
- Орден Богдана Хмельницкого 1-й степени (23.05.1945)
- Орден Суворова 2-й степени (23.09.1944)
- Орден Кутузова 2-й степени (25.10.1943)
- Орден Отечественной войны 1-й степени (22.05.1943)
- Медали[1].

- Орден Возрождения Польши IV степени — 1954
- орден Белого льва «За Победу» 1-й степени Чехословакия
- Чехословацкий Военный крест